# Liste der Kulturdenkmäler in Niederneisen
In der Liste der Kulturdenkmäler in Niederneisen sind alle Kulturdenkmäler der rheinland-pfälzischen Ortsgemeinde Niederneisen aufgeführt. Grundlage ist die Denkmalliste des Landes Rheinland-Pfalz (Stand: 8. Dezember 2023).

## Einzeldenkmäler
| Bezeichnung | Lage                    | Baujahr                    | Beschreibung | Bild                           |
| ----------- | ----------------------- | -------------------------- | --- | ------------------------------ |
| Wohnhaus    | Bachstraße 14 Lage      | 18. Jahrhundert            | Fachwerkhaus, teilweise verputzt und verschiefert, 18. Jahrhundert, Kniestock aus dem späten 19. Jahrhundert                     | Fotos hochladen                |
| Rathaus     | Rathausstraße 5 Lage    | Mitte des 19. Jahrhunderts | Bruchsteinbau mit Frontturm, wohl kurz nach der Mitte des 19. Jahrhunderts                                                       | weitere Bilder Fotos hochladen |
| Wohnhaus    | Rathausstraße 12 Lage   | 18. Jahrhundert            | Mansarddachbau, Fachwerk verputzt, 18. Jahrhundert                                                                               | Fotos hochladen                |
| Wohnhaus    | Unterdorfstraße 5 Lage  | 18. Jahrhundert            | Fachwerkhaus, teilweise verschiefert, 18. Jahrhundert                                                                            | weitere Bilder Fotos hochladen |
| Wohnhaus    | Unterdorfstraße 11 Lage | 18. Jahrhundert            | verputztes Fachwerkhaus einer Hofanlage, teilweise verschiefert, wohl aus dem 18. Jahrhundert, heutiges Erscheinungsbild um 1900 | weitere Bilder Fotos hochladen |
| Quereinhaus | Unterdorfstraße 15 Lage | 18. Jahrhunderts           | Mansarddachbau, verputzt, wohl mit Fachwerk des 18. Jahrhunderts, um Querbau erweitert                                           | Fotos hochladen                |